# Emil von Gerliczy

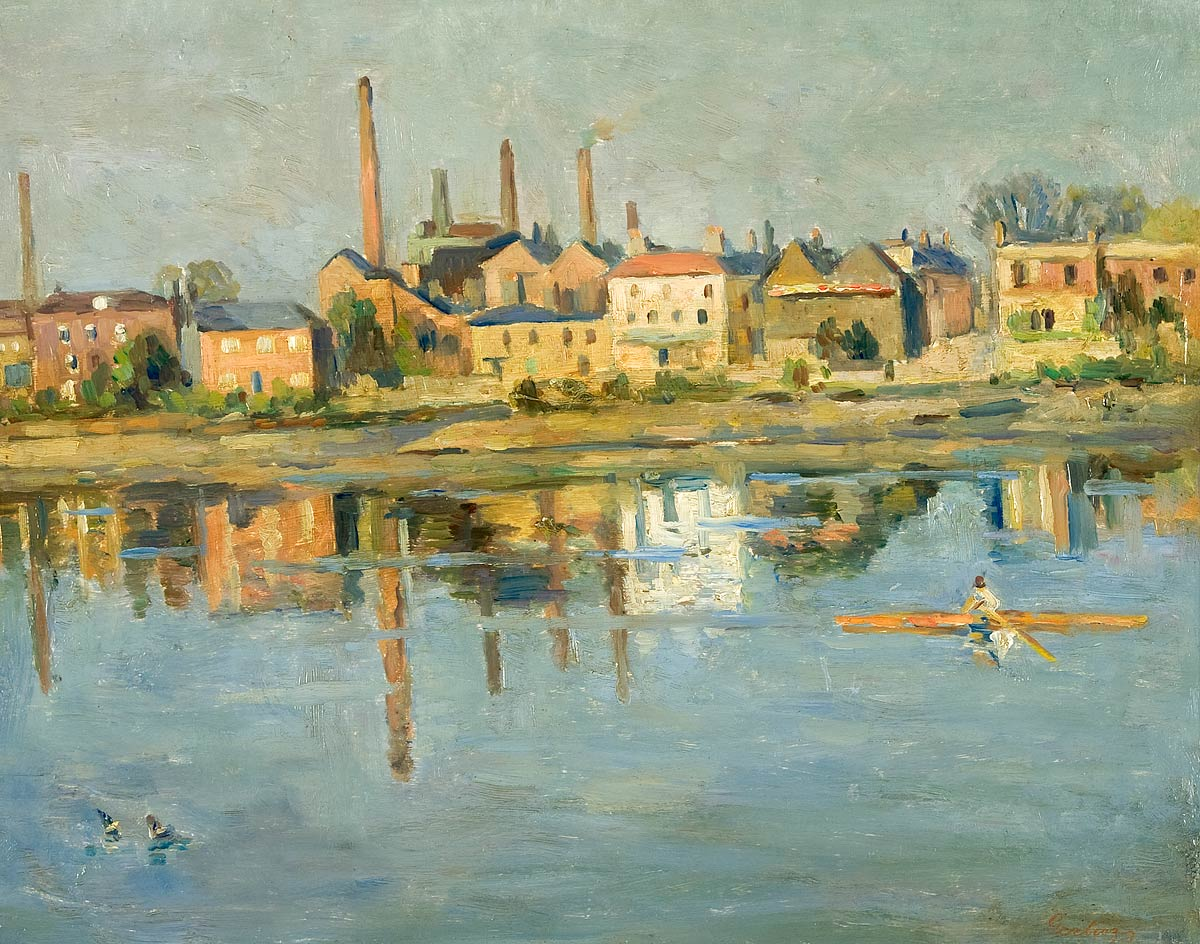
Industrielandschaft am Wasser

Emil Felix Ludwig von Gerliczy (* 31. August 1871 in Lukovica  in Oberkrain; † 11. Mai 1924 in Zürich) war ein Maler slowenischer Abstammung.

## Leben
Emil von Gerliczy wurde in Schloss Wolfsbüchel in Krain geboren. Nach dem frühen Tod des Vaters wuchs er bis 1891 unter der Vormundschaft des Marquis von Sozany in Adelsberg (Postojna) auf und absolvierte sechs Gymnasialklassen und die Kavallerie-Kadettenschule. Danach diente er als Offizier im Rang eines Oberleutnants in der Österreichisch-Ungarischen Armee bis zu seinem Austritt 1897 aus gesundheitlichen Gründen. Während seines Dienstes war er viel im damaligen Österreichischen Reich gereist und sprach außer Deutsch auch Serbisch, Kroatisch, Ungarisch und Französisch. Im selben Jahr heiratete er 1897 die ein Jahr jüngere Baronesse Louise Anna von Korff, eine deutschstämmige Baltin, deren Vermögen dem Paar häufige Reisen ermöglichten und es ihm erlaubte, ausschließlich seinen künstlerischen Neigungen nachzugehen.

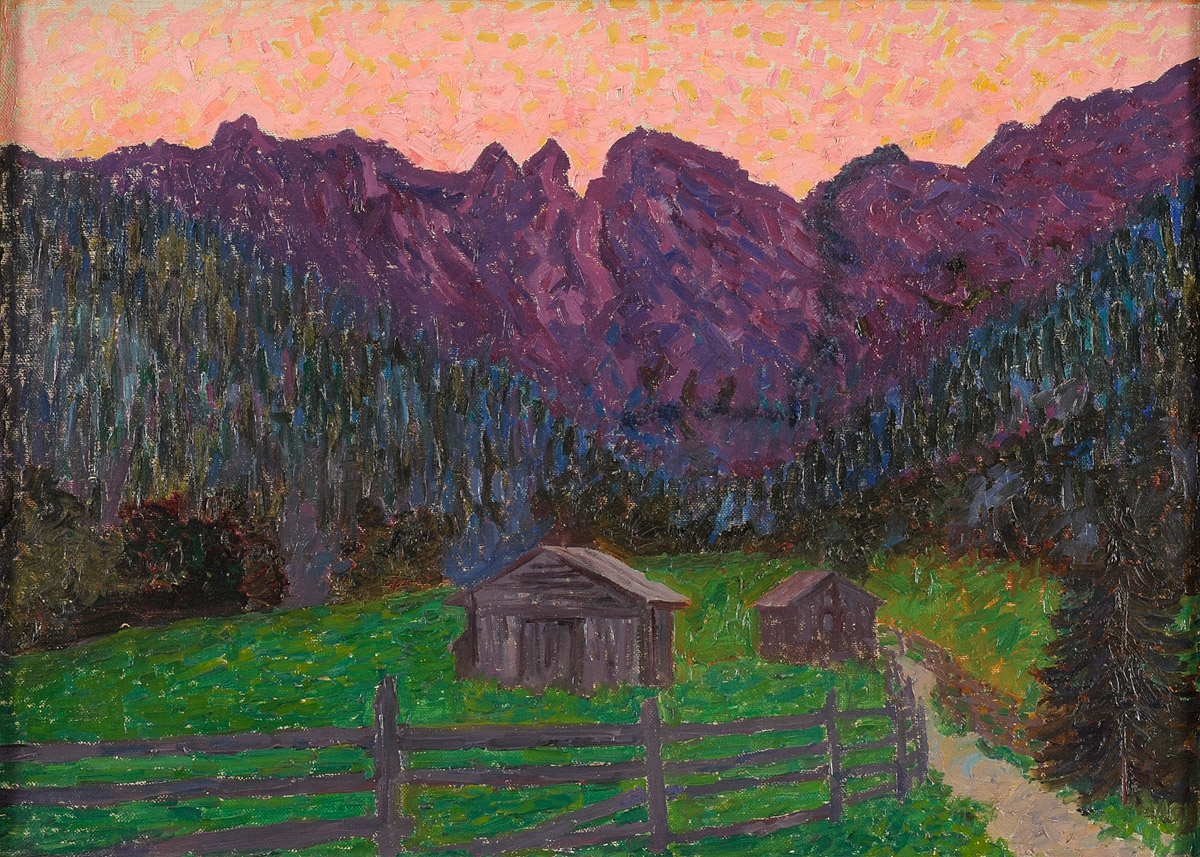

Das Paar ließ sich in Dresden nieder und Gerliczy studierte an der Akademie der Bildenden Künste Dresden bei Robert Sterl. Er wurde Mitglied des Deutschen Künstlerbundes und der Dresdner Künstlervereinigung. In Dresden war er seit 1907 im Kreis junger Künstler des Expressionismus um Conrad Felixmüller, Erich Heckel und Emil Nolde tätig. Zunehmend orientierte er sich an den Bestrebungen der Künstlervereinigung Die Brücke, pflegte Kontakte zu Erich Heckel und Karl Schmidt-Rottluff und nahm an verschiedenen Ausstellungen teil. Er unternahm mehrere Reisen, so etwa mehrfach in das Tessin zwischen 1911 und 1913, aber auch nach Osteuropa und Italien.
Bei Ausbruch des 1. Weltkriegs meldete er sich freiwillig und wurde unter anderem in Sorok/Galizien stationiert. Nach Kriegsende siedelte er sich zunächst zurückgezogen im bayerischen Bad Wörishofen an, ab 1922 lebte das Ehepaar in Bad Tölz. Ab 1919 unternahmen sie Reisen nach Spanien, Tunesien, Frankreich, Griechenland, Ägypten und die Türkei. Seine neuen Werke konnte von Gerliczy in Gruppen- und Themenausstellungen ausstellen. Im Mai 1924 starb er während einer Reise in Zürich.

## Werk
Nach seinem Tod 1924 geriet das Werk von Emil von Gerliczy in Vergessenheit, bis es Anfang der 1980er Jahre im ehemaligen Wohnhaus in Bad Tölz wiederentdeckt wurde und in verschiedene Privatbesitze und den Kunsthandel gelangte. Eine unvollständige Teilaufstellung von 1978 verzeichnet 44 Ölbilder, 355 Aquarelle, Zeichnungen und Graphiken sowie neun Skizzenbücher. Der Wiener Galerist Hans J. Starl erwarb eine repräsentative Kollektion, die er 1984 der Öffentlichkeit vorstellte.
Von Gerliczy fertigte Holzschnitte, Lithografien, Linolschnitte, Zeichnungen, Aquarelle und Ölbilder. Zu seinen Sujets zählen Landschaftsbilder von seinen Reisen, aber auch Porträts. Besonders die Aquarelle und Porträts zeichnen sich durch „eine ausdrucksstarke, dramatische und farbsensible Gestaltungskraft, mit der G. durchaus neben den Großen des Expressionismus bestehen kann“, aus.

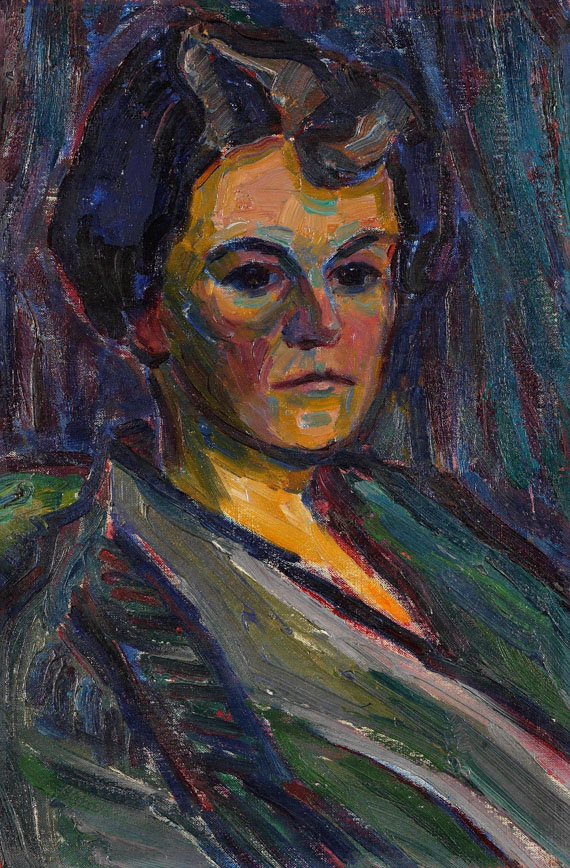
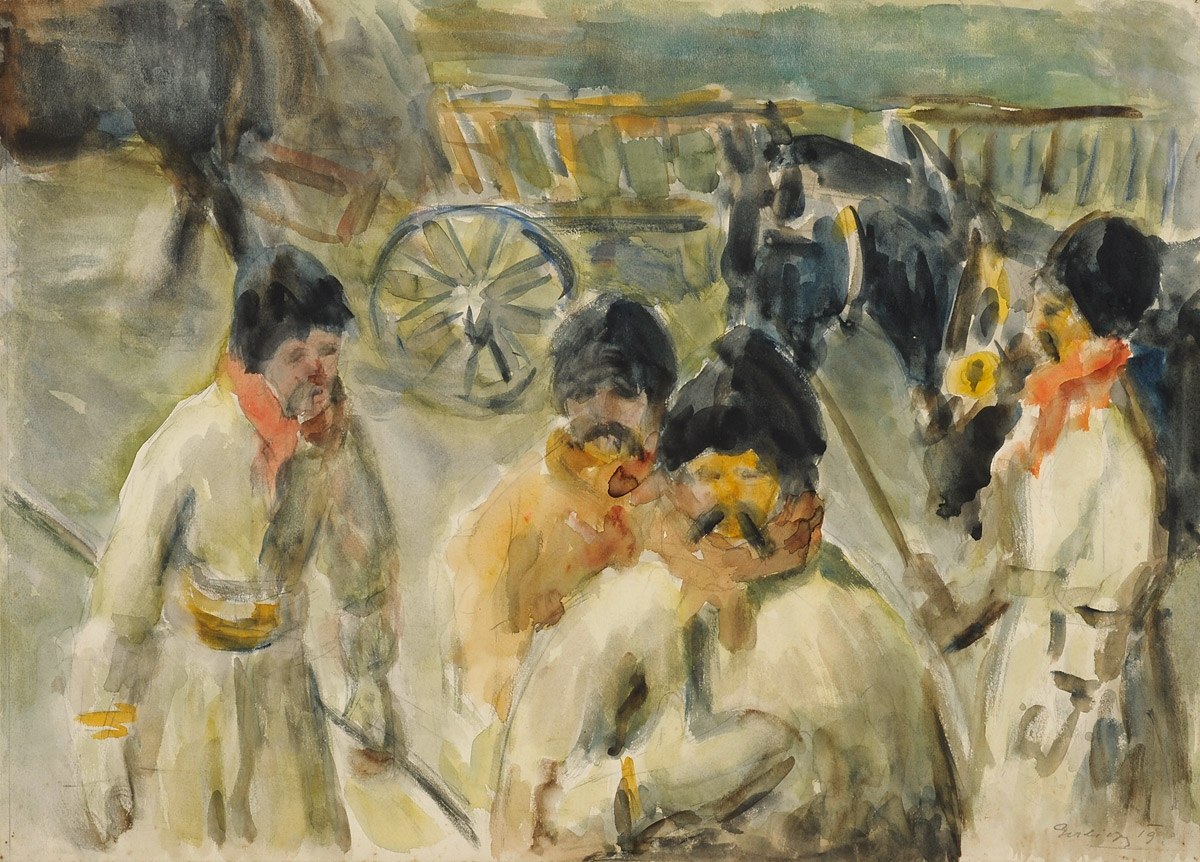
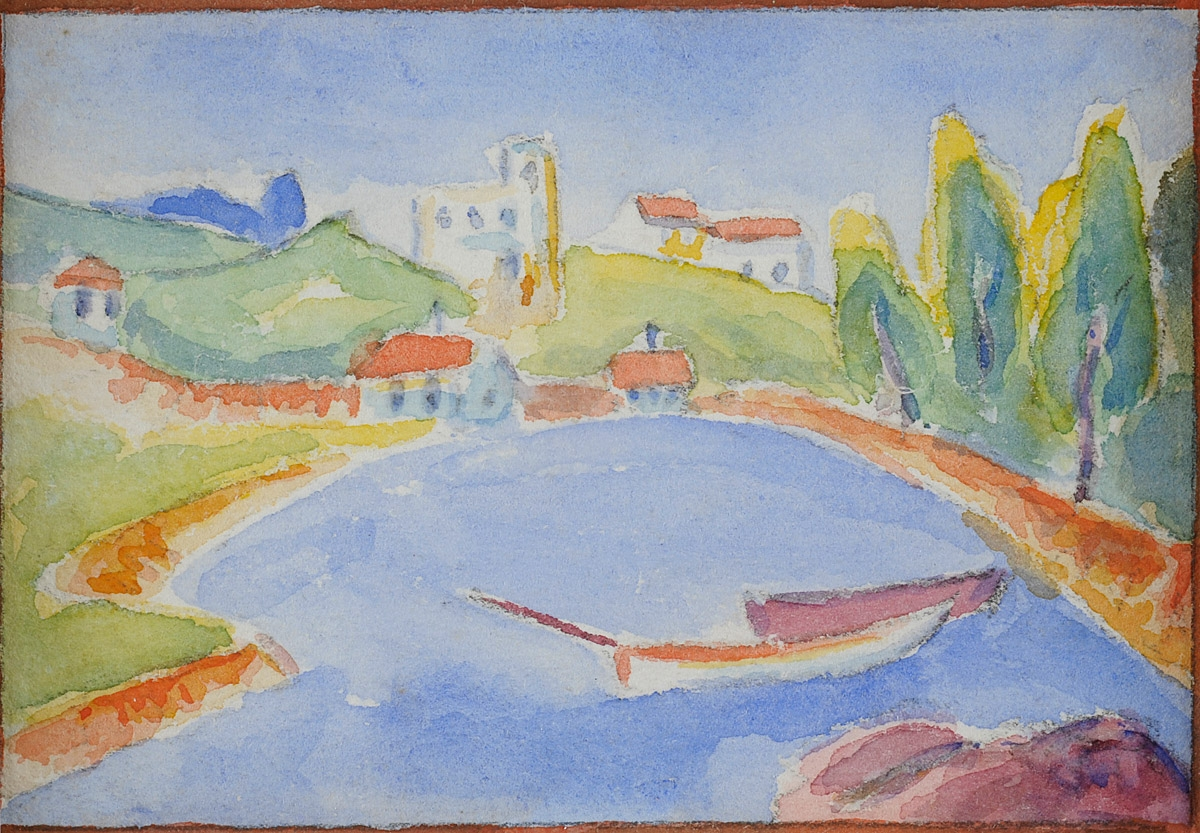
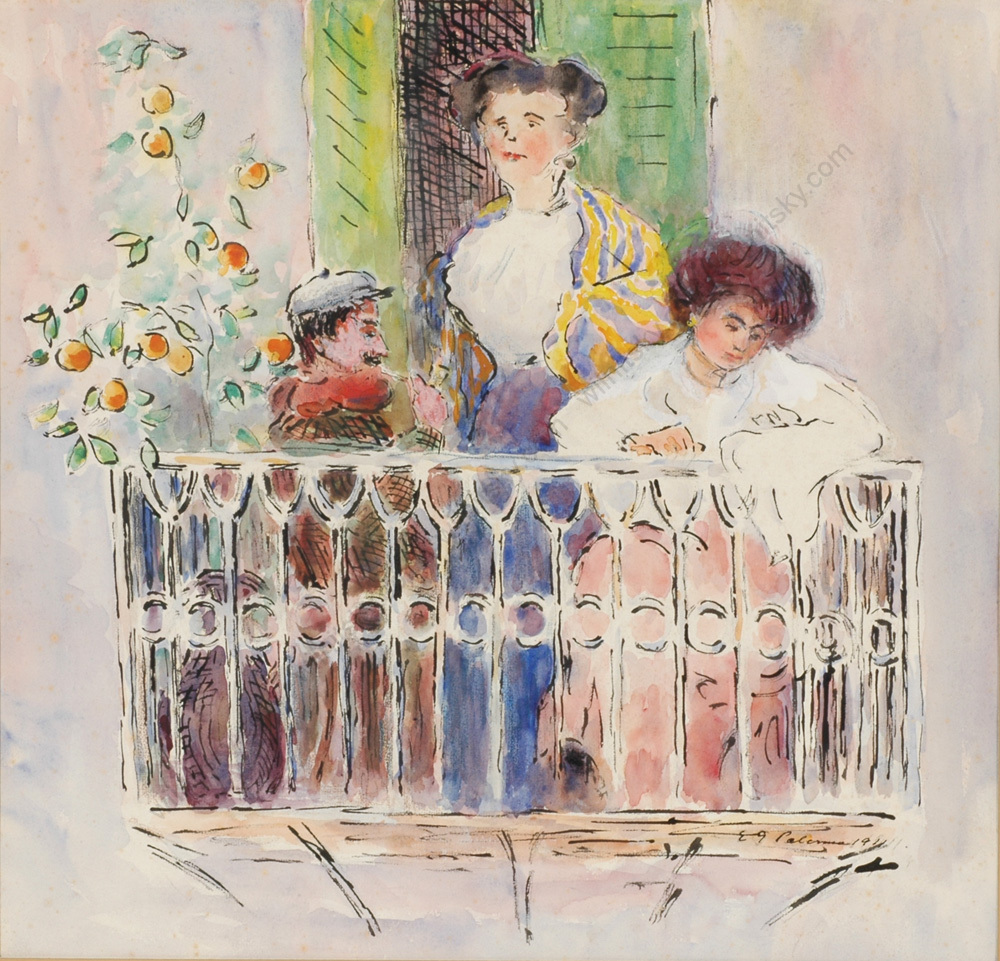
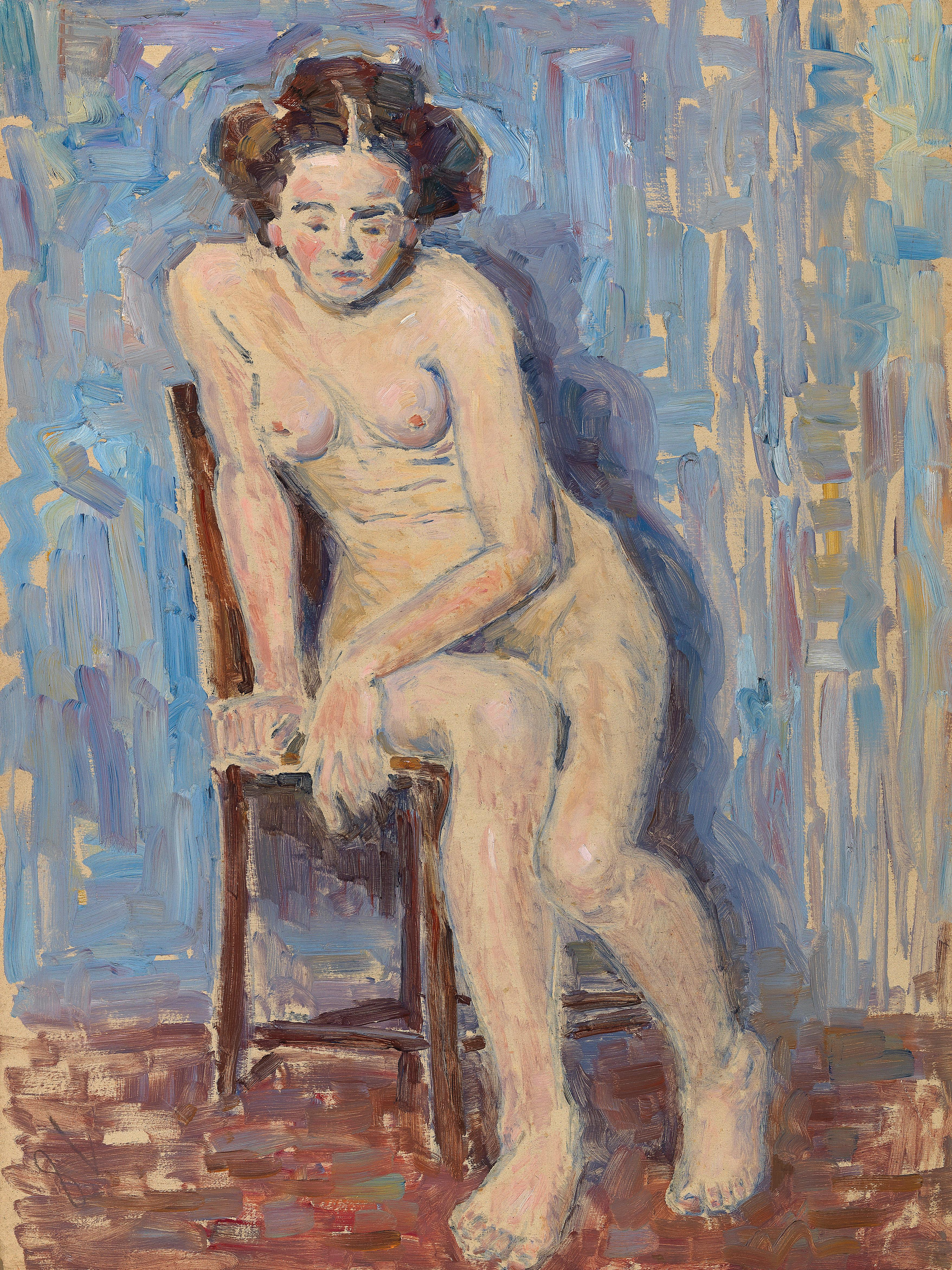

## Ausstellungen (Auswahl)
- 1910: Erste Ausstellung der Künstlervereinigung Dresden an der Kunstakademie
- 1911: Große Aquarellausstellung Dresden
- 1912: Große Aquarellausstellung Dresden
- 1912: Galerie Arnold, Dresden
- 1914: Zeitgenössische Graphik, Leipzig
- 1917: Ausstellung der Künstlervereinigung Dresden
- 1920: Kunstverein Bremen
- 1920: Galerie Commeter, Hamburg
- 1920: Deutscher Expressionismus, Kunsthalle Darmstadt
- 1921: Jahresschau der Münchener Neuen Secession, Glaspalast, München
- 1922: Jahresschau der Münchener Neuen Secession, Glaspalast, München[2]